# Jaćkiwka
Jaćkiwka (ukr. Яцьківка) – wieś na Ukrainie, w obwodzie donieckim, w rejonie kramatorskim. W 2001 liczyła 490 mieszkańców.